# Tableau de 216 m²
Tableau de 216 m2 est une peinture de Guillaume Bottazzi. C'est l'une des œuvres d'art du parcours artistique de la Défense, en France.

## Description
Le Tableau de 216 m2 constitué  de 6 tableaux de 6 × 6 mètres, réalisé par Guillaume Bottazzi en 2014, est situé au pied de la Tour D2 et est visible depuis la Passerelle Alsace, sur le territoire de la commune de Courbevoie. Cette œuvre constitue la 70e œuvre d'art du parcours artistique de La Défense,.

## Historique
L'œuvre a été réalisée par l'artiste Guillaume Bottazzi en 2014.

## Galerie

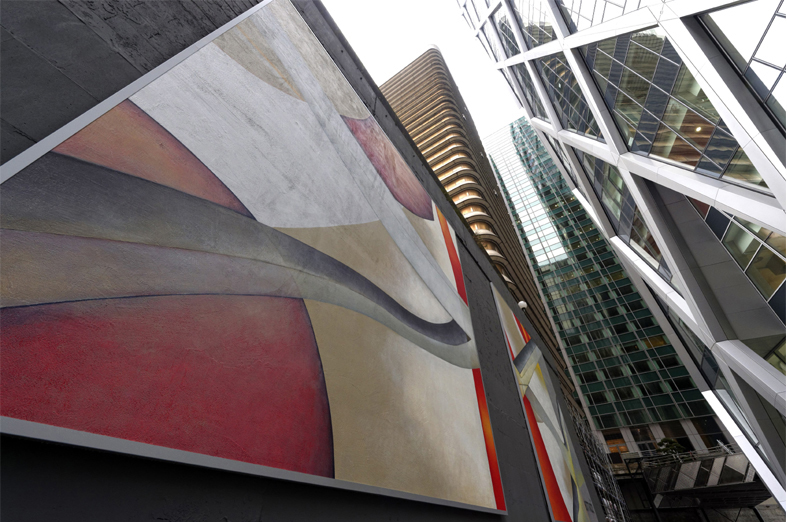
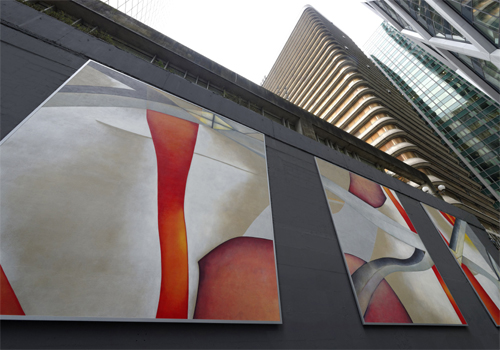
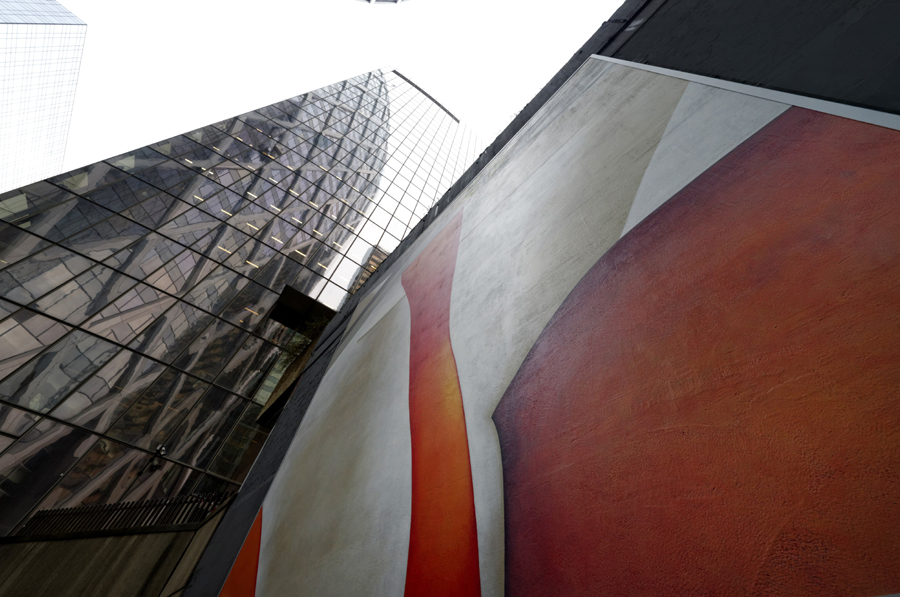
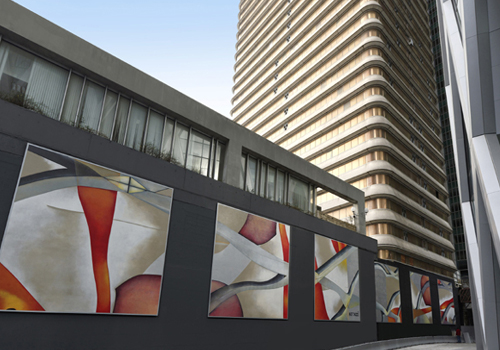
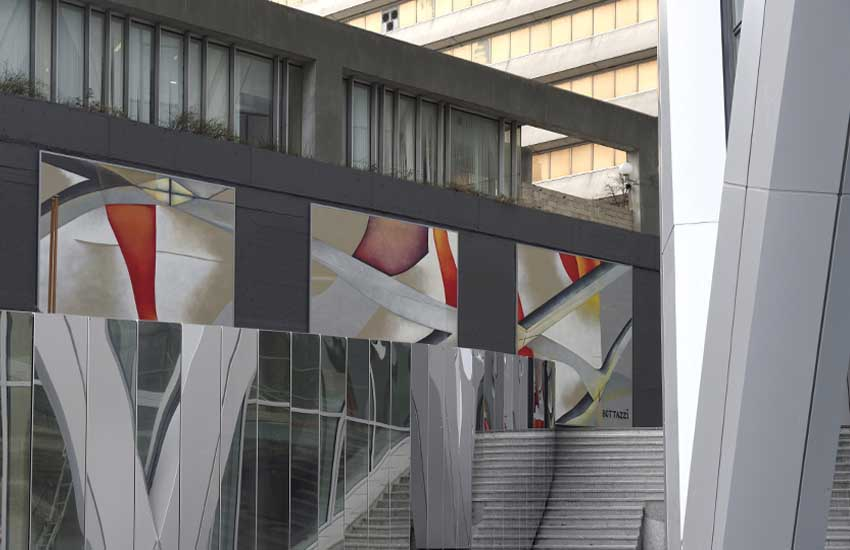